# Печеница
Печеница (болг. Печеница) — село в Болгарии. Находится в Разградской области, входит в общину Исперих. Население составляет 280 человек.

## Политическая ситуация
В местном кметстве Печеница, в состав которого входит Печеница, должность кмета (старосты) исполняет Невзат  Фаридин Мустафа (Движение за права и свободы (ДПС)) по результатам выборов правления кметства.
Кмет (мэр) общины Исперих — Адил Ахмед Решидов (Движение за права и свободы (ДПС)) по результатам выборов в правление общины.